# Xã Dover, Quận Fulton, Ohio
Xã Dover (tiếng Anh: Dover Township) là một xã thuộc quận Fulton, tiểu bang Ohio, Hoa Kỳ. Năm 2010, dân số của xã này là 1.578 người.